# 鎖鏈戰記
《鎖鏈戰記》（簡稱；漢語也作「鎖鏈編年史」、「鎖鏈年代記」）為世嘉網絡（SEGA Networks）於2013年針對智能手機市場所開發的道具收費式手機線上電子角色扮演遊戲。該遊戲在日本由世嘉運營；盛大網絡取得該遊戲的中國、台灣、香港、澳門及韓國這五個亞洲地區的代理權，並將台灣與港澳版本交予其子公司移動怪獸運營。
於2014年7月21日宣佈短篇動畫（OVA）化，後又於次年年底宣佈電視動畫化，《鎖鏈戰記 ～赫克瑟塔斯之光～》定於2017年1月7日播出。為慶祝三周年，官方釋出了特製劇場版將先行上映的情報，事先宣傳即將播出的電視版動畫。劇場版將會分成三章，每一章將分別於12月3日（第一章）、1月14日（第二章）、2月14日（第三章）上映，每一部皆限定上映2週。

## 遊戲內容

### 遊戲故事
來自深淵的暗黑魔物們「黑之軍勢」入侵了在盟主「聖王」治理下原本和平的「尤格特」並一舉攻下了「聖王國」的首都——「王都」。「聖王」舉各國之力消滅「黑之軍勢」，然在與「黑之王」的决鬥中，「聖王」戰死。失去要員的「聯合軍」隨即崩潰，大陸處處魔物肆虐。「主人公」作為「義勇軍」的一名戰士，走上了與魔物戰鬥的旅程。在一次戰鬥中，他救下了一名名為「菲娜」的少女。少女在昏厥之後失去了記憶，後在「比利卡」的建議下爲了尋找自己的過去加入了「義勇軍」隨「主人公」一起冒險。

### 遊戲系統

#### 戰鬥系統
- 遊戲的戰鬥模式為活動塔防，玩家需要靈活調配戰鬥角色，包括攻擊對象、站位等。
- 每場戰鬥玩家將派出至多七名隊員進行戰鬥，其中前線隊員至多五名（含一名，即客席隊員），後援隊員至多兩名。後援隊員在有前線隊員負傷（即HP值為0）時作為替補戰力上場，而負傷隊員將離開戰鬥現場。
- 戰鬥開始時五名前線隊員排列在屏幕右半部的九宮格（以白色實線標注）內，敵人由屏幕左方進入戰場並向右方的「底線（エンドライン）」（以黃綠漸變色填充標注）進發。
- 每場戰鬥有若干波敵人發起進攻，當有任一敵人突破「底線」或玩家在本次戰鬥中所派出的隊員（含後援）全部負傷，則玩家敗北；反之，且擊退所有敵人，則玩家勝利。
- 每一波敵人來襲之前玩家會抽取「法珠」用於發動戰鬥角色的必殺技。比利卡偶爾也會為玩家送來「法珠」。
- 玩家勝利後將進行戰鬥結算，玩家會獲得「金幣」和「聖靈幣」的獎勵，而玩家此次派出的所有戰鬥角色（含負傷隊員及後援隊員，但不包括客席隊員）都平等地獲得經驗值。若滿足特定條件可獲得「金幣」加量的「獎賞（ボーナス）」，包括「時限獎賞（タイムボーナス）」、「無負傷者獎賞（負傷者なしボーナス）」及「必殺結束獎賞（必殺フィニッシュボーナス）」這三者。每達成一個便在原「金幣」獎勵額的基礎上增加30%，若三者都達成則增加100%。

#### 扭蛋系統
玩家可以通過扭蛋系統獲得「阿卡那」，平時分為「一般扭蛋（ノーマルガチャ）」和「扭蛋（ガチャ）」兩種。前者一次消費200枚「阿卡那幣」，所得的「阿卡那」為一星至三星級；後者一次消費五塊「精靈石」，所得的「聖靈」為三星級或以上。「魔神襲來」活動期間還會開放「魔神扭蛋（魔神ガチャ）」，一次消費200枚「魔神幣」。另外，在 2.0 改版後，又增加了一次消費阿卡那幣的「挑戰扭蛋」系統，玩家有機會轉出一張至少三星級的「阿卡那」或當月新推出的戒指兌換角色。

#### 職階與職業
本遊戲角色系統，分為「職階」和「職業」兩種。

##### 職階
遊戲角色分為五大職階﹕戰士、騎士、弓使、魔法使、僧侶。除僧侶外，屬性上均存在互相克制。
- 戰士：

對應色為紅色，克制騎士，只以近接攻擊為主。以攻擊力強、暴擊發動率高見稱，使騎士無法以盾牌防禦，但戰士沒有盾牌、因此對遠程攻擊的防禦力不如騎士、也會被射擊武器阻慢前進。
技能以增加個人力量為主，少數擁有指揮官技能及全體回復。必殺技僅有單體、直線攻擊，缺乏廣範圍攻擊技倆，但威力相對騎士較強。
- 騎士：

對應色為藍色，克制弓使及魔法師使，只以近接攻擊為主。以防禦力及較高HP值見稱。擁有盾牌，站定不動或只前行不攻擊，便會自動舉盾防禦，能有效為己方弓手、魔法師、僧侶掩護敵方射擊。與戰士不同，遠程武器無法阻止前進。不過攻擊力與暴擊率不如戰士。
技能與戰士不同，較多擁有指揮官技能，可加乘其他成員、或指定職業角色攻防值數。
必殺技種類繁多，主動攻擊既有對應單體，更有全地圖攻擊;也有回復血量。
- 弓使：

對應色為黃色，遠距離攻擊，克制戰士，以物理射擊為主，與魔法師同樣，近接戰時攻擊力減半、陷入黑暗狀態會無法射擊(部份角色不受兩者限制)。由於武器限制在弓銃狙等射擊系列，絕大多數角色沒有近接戰保持原有攻擊力，被敵人逼近時自保能力極低。
必殺技以單體攻擊為主，較魔法師缺乏全範圍攻擊，不過弓手比魔法師，擁有更多妨礙敵人手段，包括中毒、黑暗、緩速。配合部份擁有「增加對緩速敵人傷害」、「增加對黑暗狀態敵人傷害」技能的騎士與戰士，可發揮相得益彰效果。
- 魔法使（魔法使い）：

對應色為紫色，遠距離攻擊，克制戰士，以魔法射擊為主，與弓使同樣，近接戰時攻擊力減半、陷入黑暗狀態會無法射擊(部份角色不受兩者限制)。 由於魔法攻擊不受武器種類限制，部份角色會使用刀、槍等近接武器，特別是擁有近接戰保持原有攻擊力、甚至加乘近接威力的技能，更可成為可斬可射、既可射擊、也可進行白刃戰的全能角色。
必殺技既有單體、也有全範圍攻擊。魔法師相對弓使，較缺乏陷入特殊狀態效果，不過魔法師較多擁有炎、冰屬性攻擊，在火山、雪地等特定戰場上，可同時以屬性相克增加威力、減少自身傷害。
- 僧侶：

對應色為綠色，以回復隊員及自身HP值為主，也有五大職業中唯一擁有解毒技能的角色。雖然未有如魔法使與弓使一樣，近接戰威力減半，然而HP防禦偏低，使其難以作為戰士角色活躍前線。絕大多數角色必殺技均為回復系，極少數為主力攻擊(例如女僕長、女主角菲娜)

##### 職業
標識在其角色卡牌的左上角、為五大職階之內，進一步細分的角色具體職業。職業主要反映角色使用的武器種類、技能傾向，有助玩家初步掌握角色特性及定位。而職業當中，例如盜賊、舞者，可以同時出現在兩種或以上職階中。
- 戰士：Assassin(刺客)、Berserker(狂戰士)、Dancer(舞者)、Fighter(鬥士)、Masterfencer(劍術大師)、Merchant(商人)、Minstrel(音樂家)、Princess(公主)、Samurai(武士)、Shinobi(忍者)、Smith(工匠)、Swordsman(劍士)、Thief(盜賊)、Warrior(戰士)

- 騎士：Bouncer(保鏢)、Demon(惡魔)、Fighter(鬥士)、Guard(衛兵)、Guardian(守護者)、Knight(騎士)、Paladin(聖騎士)、Swordsman(劍士)、Thief(盜賊)、Warrior(戰士)

- 弓使：Princess(公主)、Berserker(狂戰士)、Dancer(舞者)、Minstrel(吟遊詩人)、Archer(弓手)、Hunter(獵人)、Demon(惡魔)、Strategist(戰術家)、Ranger(游俠)、Clown(小丑)、Merchant(商人)、Smith(工匠)、Gunner(銃手)

- 魔法使：Clown(小丑)、Dancer(舞者)、Diviner(預言家)、Magician(魔術師)、Minstrel(吟遊詩人)、Professor(教授)、Runefencer(符文劍士)

- 僧侶：Priest(教士)、Healer(醫者)、Chronicler(編年史)、Servant(女僕)、Medic(軍醫)、Minstrel(吟遊詩人)、Merchant(商人)

#### 武器系統
戰鬥角色所使用的武器分為以下九種「類型（タイプ）」。
- 斬：指騎士劍、武士刀、彎刀、扇子等武器，主要為戰士、騎士使用，也有少量魔法師及僧侶使用。
- 突：指長槍、長矛、刺劍等武器，使用者以騎士為主，也有魔法師及僧侶使用。
- 打：指大槌、斧頭等打擊型武器，屬於傷害輸出最高的近接武器。使用者以戰士為主，也有騎士使用。
- 弓：指弓箭（部份角色卡片上雖然畫有持弩姿勢，惟遊戲並未出現弩系武器），弓手專用武器。
- 魔：指魔法杖等武器，多見於法師，然第二部有出現持魔武的騎士。
- 聖：聖杖，暫時為僧侶專用武器。
- 拳：第二部新武器，指拳套、格鬥杖、手爪等武器。使用者以戰士為主，也有出現持拳武的非近戰法師。
- 銃：第二部新武器，指手槍等武器。
- 狙：第二部新武器，指狙擊槍、獵槍等武器。

### 遊戲活動

#### 大型作戰
- 魔神襲來
  - 褻瀆的魔神卡塔莉絲
  - 牢獄的魔神可洛巴狄龍
  - 閃電的魔神艾露·古倫
  - 執著的魔神阿爾米露斯
  - 滋養的魔神薩布拉斯
  - 死靈之魔神拉斯菲亞
  - 真理之魔神哈提法斯
  - 劍戟魔神亞古達拉
  - 裝飾魔神芙洛嘉比徒絲

- 魔物襲來
  - 「美少女暗殺者」曉

- 戰之年代記－黑之砦奪還作戰
  - 公會同盟副議長席琳

- 一週年活動「塔上的莫奈」
  - 不倒侍應莫奈

#### 聯動
- 光明之刃
- 魔王勇者
- A&G Girls Project Trefle（日语：A&G Girls Project Trefle）
- MF文庫[3]
- 記錄的地平線[4]
- CC Radio
- 刃牙道[5]
- 鍊金術士黃昏系列[5]
- Hi☆sCoool! SEGA Hard Girls
- 閃之軌跡II[5]
- 絕對絕望少女 槍彈辯駁Another Episode[5]
- 七大罪
- 勇者前線
- 太鼓達人
- 光明之響
- 鍊金術士亞蘭德系列
- 聖劍傳說系列
- 空之軌跡SC Evolution
- 戰場女武神系列
- KADOKAWA外伝(開拓島)
- 受讚頌者 虛偽的假面
- 在地下城尋求邂逅是否搞錯了什麼
- 櫻花大戰系列
- 劇場版 魔法少女小圓［新篇］叛逆的物語
- 鎖鏈戰記 ～赫克瑟塔斯之光～
- 女神異聞錄5
- 為美好的世界獻上祝福！
- 進擊的巨人
- 快盜天使雙胞胎BREAK
- 聖騎士之戰Xrd REV 2
- 魔法少女奈葉Reflection
- 在地下城尋求邂逅是否搞錯了什麼外傳劍姬神聖譚
- OVERLORD
- 血界戰線
- 受讚頌者 給逝者的搖籃曲
- 女神異聞錄3
- 魔法禁書目錄
- 關於我轉生變成史萊姆這檔事
- 動物朋友2
- 盾之勇者成名錄
- 魔法氣泡
- 科學超電磁砲T
- 受讚頌者 二人的白皇
- 音速小子
- 新櫻花大戰 the Animation
- 異世界歸來的舅舅
- 魔法科高中的劣等生 來訪者篇
- 記錄的地平線 圓桌崩壞
- 無職轉生～到了異世界就拿出真本事～
- 刀劍神域
- 通靈王
- 傳奇系列
- 萊莎的鍊金工房 ～常闇女王與秘密藏身處～
- 哥布林殺手

## 遊戲角色

### 戰鬥角色
截至2013年11月2日，遊戲中共有戰鬥角色198名。由於之前遊戲尚未有官方漢化，且遊戲中的各戰鬥角色之名字全數為片假名（聯動角色除外），故玩家在稱呼特定角色時甚少使用角色本名，多以玩家之間達成一定共識的昵稱稱呼之。如「宿命的劍士春秋（宿命の剣士ハルアキ）」與「宿命的劍士冬夏（宿命の剣士トウカ）」，因為兩人是鬼族兄妹而被分別稱作「鬼兄」及「鬼妹」。後來中文版（大陸版、港澳台版）上市後，有些暱稱被玩家沿用下來。
| 星級 | 職業         | 日文頭銜 | 日文名字 | 中文頭銜         | 中文名字   | 通行暱稱(由來)                 |
| ---- | ------------ | -------- | -------- | ---------------- | ---------- | ------------------------------ |
| 1★   | Fighter      |          |          | 賭博師           | 美夫拉姆   |                                |
| 1★   | Warrior      |          |          | 土妖精戰士團     | 堅達魯     |                                |
| 1★   | Warrior      |          |          | 土妖精的學者     | 羅德魯     |                                |
| 1★   | Warrior      |          |          | 土妖精戰士團     | 艾德魯     |                                |
| 1★   | Warrior      |          |          | 復仇中燃烧的戰士 | 格雷格     |                                |
| 1★   | Warrior      |          |          | 見習戰士         | 艾迪       |                                |
| 1★   | Warrior      |          |          | 輕盈的傭兵       | 卡羅       |                                |
| 2★   | Swordsman    |          |          | 劍士的幼雛       | 良太       |                                |
| 2★   | Fighter      |          |          | 鬼之村女         | 春香       |                                |
| 2★   | Shinobi      |          |          | 叁領忍眾         | 薊         |                                |
| 2★   | Warrior      |          |          | 千河的戰士       | 萊歐       |                                |
| 2★   | Clown        |          |          | 雜技師           | 梅亞       |                                |
| 2★   | Smith        |          |          | 樂器職人         | 汀凱爾     |                                |
| 2★   | Fighter      |          |          | 愛哭鬼火妖精     | 悠悠       |                                |
| 2★   | Fighter      |          |          | 土妖精戰士團     | 琳達       |                                |
| 2★   | Fighter      |          |          | 巡迴者探險家     | 瑪露加     |                                |
| 2★   | Merchant     |          |          | 熱血武器商人     | 達斯提     |                                |
| 3★   | Warrior      |          |          | 主人公           | -          |                                |
| 3★   | Samurai      |          |          | 宿命的劍士       | 春秋       |                                |
| 3★   | Swordsman    |          |          | 赤鬼的劍士       | 梅切       |                                |
| 3★   | Samurai      |          |          | 冷刃的劍士       | 印藤       |                                |
| 3★   | Samurai      |          |          | 歌舞伎者         | 犬千代     |                                |
| 3★   | Samurai      |          |          | 蠻勇的劍士       | 佐奈       |                                |
| 3★   | Samurai      |          |          | 鬼神黨少主       | 蟬丸       |                                |
| 3★   | Shinobi      |          |          | 大力忍者         | 勘兵衛     |                                |
| 3★   | Fighter      |          |          | 吵鬧三姊妹       | 迪耶斯     |                                |
| 3★   | Warrior      |          |          | 千河的戰士       | 傑達       |                                |
| 3★   | Warrior      |          |          | 千河的戰士       | 多魯納多   |                                |
| 3★   | Thief        |          |          | 女怪盜           | 瑪蒂娜     |                                |
| 3★   | Dancer       |          |          | 熱情的舞姬       | 瑪雷卡     |                                |
| 3★   | Merchant     |          |          | 土妖精商人       | 艾達       |                                |
| 3★   | Warrior      |          |          | 鋼之傭兵         | 多多加魯   |                                |
| 3★   | Warrior      |          |          | 飛天的遊撃手     | 齊格蒙特   |                                |
| 3★   | Merchant     |          |          | 死之商人         | 艾阿莉絲   |                                |
| 3★   | Thief        |          |          | 輕浮者           | 法蘭茲     |                                |
| 3★   | Warrior      |          |          | 黑銳刃           | 琉碧雅     |                                |
| 4★   | Swordsman    |          |          | 閃光的靈刃使     | 雷吉       |                                |
| 4★   | Swordsman    |          |          | 雙刀劍士         | 伊歐       |                                |
| 4★   | Berserker    |          |          | 戀愛中的大小姐   | 貝爾納黛特 |                                |
| 4★   | Samurai      |          |          | 斷折剛刀         | 御隈       |                                |
| 4★   | Samurai      |          |          | 宿命的劍士       | 冬夏       |                                |
| 4★   | Samurai      |          |          | 厭世的劍士       | 薺         |                                |
| 4★   | Samurai      |          |          | 春眠的劍士       | 伊吹       |                                |
| 4★   | Samurai      |          |          | 剛劍士           | 左近       |                                |
| 4★   | Minstrel     |          |          | 見習吟遊詩人     | 哈桑       |                                |
| 4★   | Smith        |          |          | 巧匠學徒         | 艾娜       |                                |
| 4★   | Warrior      |          |          | 土妖精戰士團隊長 | 埃爾達     |                                |
| 4★   | Assassin     |          |          | 微笑惡魔         | 安潔莉卡   |                                |
| 4★   | Warrior      |          |          | 殺龍者           | 沃格       |                                |
| 4★   | Warrior      |          |          | 城市裡的傾奇者   | 希羅奇     |                                |
| 5★   | Demon        |          |          | 牢獄的魔神       | 可洛巴狄龍 |                                |
| 5★   | Shinobi      |          |          | 小不點忍者       | 風子       |                                |
| 5★   | Runefencer   |          |          | 火焰的劍士       | 索妮雅     |                                |
| 5★   | Masterfencer |          |          | 姬劍豪           | 佳乃       |                                |
| 5★   | Shinobi      |          |          | 壹領忍眾頭目     | 千代目     |                                |
| 5★   | Masterfencer |          |          | 老劍豪           | 穆傳       |                                |
| 5★   | Princess     |          |          | 第九領主         | 鶴         |                                |
| 5★   | Fighter      |          |          | 山貓的使者       | 鈴世       |                                |
| 5★   | Dancer       |          |          | 魅惑少年         | 阿米露     |                                |
| 5★   | Fighter      |          |          | 溫和之炎         | 琪琪       |                                |
| 5★   | Smith        |          |          | 刀匠             | 悠露蝶     |                                |
| 5★   | Warrior      |          |          | 強運的戰士       | 寧法       |                                |
| 5★   | Smith        |          |          | 防衛委員長       | 彌姆       |                                |
| 5★   | Merchant     |          |          | 破壊魔人         | 羅蕾妲     |                                |
| 5★   | Swordmaster  |          |          | 公會同盟副議長   | 塞莉奴     |                                |
| 5★   | Swordmaster  |          |          | 殺戮的劍聖       | 特蕾莎     | 鄧麗君(和鄧麗君的日文藝名相同) |
| 5★   | Runefencer   |          |          | 七色的靈刃使     | 咲夜       |                                |
| 5★   | Swordsman    |          |          | 勇者             | -          |                                |
| 5★   | Fighter      |          |          | 公會的介紹人     | 卡諾       |                                |

| 星級 | 職業      | 日文頭銜 | 日文名字 | 中文頭銜                   | 中文名字   |
| ---- | --------- | -------- | -------- | -------------------------- | ---------- |
| 1★   | Knight    |          |          | “吸血之戰鬼”騎士團長       | 碧翠絲     |
| 1★   | Kinight   |          |          | 新晉騎士                   | 安東       |
| 1★   | Knight    |          |          | 聖都的宿將                 | 塞萬提斯   |
| 1★   | Knight    |          |          | “原初之鷹”騎士團長         | 赫爾曼     |
| 1★   | Knight    |          |          | “鋼鐵之血”騎士團長         | 巴克斯頓   |
| 1★   | Guard     |          |          | 善良的傭兵                 | 凱恩       |
| 1★   | Knight    |          |          | 軟派騎士                   | 納古魯     |
| 1★   | Warrior   |          |          | 老練的女傭兵               | 羅貝露塔   |
| 2★   | Bouncer   |          |          | 陽光之人                   | 吉斯可     |
| 2★   | Knight    |          |          | “清廉之泉”騎士團           | 露安娜     |
| 2★   | Knight    |          |          | “悠久之丘”騎士團           | 艾蓮娜     |
| 2★   | Swordsman |          |          | 自稱英雄                   | 阿爾貝托   |
| 2★   | Fighter   |          |          | 無敵的守財奴               | 梅麗莎     |
| 3★   | Guard     |          |          | 堅定之人                   | 卡蒂魯     |
| 3★   | Guard     |          |          | 未死之人                   | 拉希姆     |
| 3★   | Paladin   |          |          | 神諭的聖騎士               | 奥黛特     |
| 3★   | Knight    |          |          | 年輕的聖騎士               | 馬里斯     |
| 3★   | Knight    |          |          | “不變的勝利”騎士團         | 湯馬斯     |
| 3★   | Paladin   |          |          | 旅之聖騎士                 | 凱         |
| 3★   | Paladin   |          |          | 旅之聖騎士                 | 萊內爾     |
| 3★   | Bouncer   |          |          | 快腿的劍士                 | 拉比       |
| 3★   | Guard     |          |          | 百戰的勇士                 | 史雷       |
| 4★   | Thief     |          |          | 湖都的大盜賊               | 穆斯塔法   |
| 4★   | Fighter   |          |          | 炎之戰士                   | 范范       |
| 4★   | Paladin   |          |          | 白百合的聖騎士             | 羅恩迪雅   |
| 4★   | Paladin   |          |          | 背德的聖騎士               | 伊赫明娜   |
| 4★   | Paladin   |          |          | 聖騎士團長“聖戰的呼聲”     | 戴納迪     |
| 4★   | Swordsman |          |          | 鐵假面的劍士               | 艾伯特     |
| 4★   | Knight    |          |          | 女騎士                     | -          |
| 4★   | Knight    |          |          | 乖戾的騎士                 | 戈托莉     |
| 5★   | Paladin   |          |          | 禍之騎士                   | 奧魯多蘭多 |
| 5★   | Demon     |          |          | 復仇的魔神                 | 賽連       |
| 5★   | Paladin   |          |          | 灰白的騎士                 | 卡丁薩     |
| 5★   | Guardian  |          |          | 銀狼的領導者               | 芭里安娜   |
| 5★   | Swordsman |          |          | 砂漠之鷹                   | 加法魯     |
| 5★   | Paladin   |          |          | 絢爛的聖騎士               | 辛芙妮婭   |
| 5★   | Paladin   |          |          | 自由的騎士                 | 蒂朵       |
| 5★   | Paladin   |          |          | 司祭騎士                   | 帕雪露     |
| 5★   | Paladin   |          |          | 聖騎士團長「聖域守護之手」 | 韋恩       |
| 5★   | Paladin   |          |          | 聖騎士團長“聖光的向日葵”   | 莉芙蕾特   |
| 5★   | Princess  |          |          | 聖王女                     | 尤莉安娜   |
| 5★   | Paladin   |          |          | 片翼的龍騎士               | 斐·古雷亞  |

| 星級 | 職業       | 日文頭銜 | 日文名字 | 中文頭銜         | 中文名字 |
| ---- | ---------- | -------- | -------- | ---------------- | -------- |
| 1★   | Archer     |          |          | 可靠的弓兵       | 米希迪雅 |
| 1★   | Merchant   |          |          | 外交委員         | 奧托     |
| 2★   | Archer     |          |          | 森林外的理解人   | 萨比歐   |
| 2★   | Hunter     |          |          | 速射的猎人       | 威格曼   |
| 2★   | Merchant   |          |          | 慈悲的商人       | 帕特丽夏 |
| 3★   | Archer     |          |          | 吵鬧三姊妹       | 米露     |
| 3★   | Dancer     |          |          | 見習舞孃         | 妮琪     |
| 3★   | Minstrel   |          |          | 無憂無慮的奏樂者 | 洽姆洽姆 |
| 3★   | Smith      |          |          | 弓匠             | 西妲     |
| 3★   | Ranger     |          |          | 魔法弓士         | 蔻蘿娜   |
| 3★   | Merchant   |          |          | 年輕的生意人     | 恩薇     |
| 3★   | Ranger     |          |          | 魔境的嚮導       | 艾瑪     |
| 3★   | Ranger     |          |          | 王都的勇士       | 琪莉     |
| 3★   | Clown      |          |          | 假面暗殺者       | 無面人   |
| 4★   | Hunter     |          |          | 復仇者           | 克拉麗斯 |
| 4★   | Archer     |          |          | 千河的戰士       | 緹芬     |
| 4★   | Archer     |          |          | 葉灑陽光的恩寵   | 琳雅     |
| 4★   | Ranger     |          |          | 森之王者         | 菲利普   |
| 4★   | Archer     |          |          | 漂泊的戰鬥巫女   | 伊詩     |
| 4★   | Strategist |          |          | 副都的戰術家     | 亞伍德   |
| 5★   | Demon      |          |          | 褻瀆的魔神       | 卡塔莉絲 |
| 5★   | Archer     |          |          | 千河的遊擊手     | 布里莎   |
| 5★   | Hunter     |          |          | 千河的勇士       | 哈扎達   |
| 5★   | Archer     |          |          | 年幼的森林妖精   | 帕羅瑪   |
| 5★   | Archer     |          |          | 年代記的使徒     | 卡爾內羅 |
| 5★   | Archer     |          |          | 白虎的使者       | 緹格蕾   |
| 5★   | Minstrel   |          |          | 詩歌編織者       | 法茹琳   |
| 5★   | Dancer     |          |          | 砂漠的偶像       | 莎夏     |
| 5★   | Assassin   |          |          | 無垢的暗殺者     | 妮娜     |
| 5★   | Princess   |          |          | 銀之森的妖精公主 | 阿露蒂娜 |

| 星級 | 職業       | 日文頭銜 | 日文名字 | 中文頭銜         | 中文名字  |                  |
| ---- | ---------- | -------- | -------- | ---------------- | --------- | ---------------- |
| 1★   | Magician   |          |          | 小雜工           | 尤塔尤塔  |                  |
| 1★   | Magician   |          |          | 魔法學園學生     | 米娜      |                  |
| 1★   | Magician   |          |          | 魔法學園學生     | 庫里斯丁  |                  |
| 1★   | Magician   |          |          | 魔導公會團員     | 格貝魯茲  |                  |
| 1★   | Magician   |          |          | 魔法師傭兵       | 查諾      |                  |
| 1★   | Magician   |          |          | 挖掘師           | 卡露迪雅  |                  |
| 2★   | Minstrel   |          |          | 見習吟遊詩人     | 哈基姆    |                  |
| 2★   | Magician   |          |          | 雙子魔法使       | 布露娜    |                  |
| 2★   | Magician   |          |          | 雙子魔法使       | 帕露娜    |                  |
| 2★   | Magician   |          |          | 魔法兵團         | 莉澤洛特  |                  |
| 3★   | Magician   |          |          | 精靈的引導者     | 米妮莫    |                  |
| 3★   | Magician   |          |          | 吵鬧三姊妹       | 西恩      |                  |
| 3★   | Diviner    |          |          | 占卜師           | 涅露瓦    |                  |
| 3★   | Dancer     |          |          | 蛇使             | 果內莎    |                  |
| 3★   | Magician   |          |          | 炎之料理人       | 托托      |                  |
| 3★   | Magician   |          |          | 死亡的嚮導       | 艾薩克    |                  |
| 3★   | Magician   |          |          | 魔法學園管理人   | 烏薇雅    |                  |
| 3★   | Magician   |          |          | 魔法兵團         | 費歐娜    |                  |
| 3★   | Magician   |          |          | 魔法兵團隊長     | 克勞斯    |                  |
| 3★   | Professor  |          |          | 二星教授         | 約娜      |                  |
| 3★   | Magician   |          |          | 法務委員         | 皮爾基特  |                  |
| 4★   | Minstrel   |          |          | 千河的演奏者     | 米菈珍    |                  |
| 4★   | Magician   |          |          | 千河的指揮官     | 琵恩塔    |                  |
| 4★   | Magician   |          |          | 孔雀的使者       | 帕波亞    |                  |
| 4★   | Minstrel   |          |          | 人氣詩人         | 奈耶爾    |                  |
| 4★   | Magician   |          |          | 天賜的炎之子     | 菲菲      |                  |
| 4★   | Runefencer |          |          | 候補生           | 蕾貝卡    |                  |
| 4★   | Runefencer |          |          | 候補生           | 露卡娜    |                  |
| 4★   | Runefencer |          |          | 魔法兵團隊長     | 菲布莉雅  |                  |
| 4★   | Servant    |          |          | 平凡女僕         | 艾蕾米雅  |                  |
| 4★   | Professor  |          |          | 二星教授         | 伊札亞    |                  |
| 4★   | Professor  |          |          | 三星教授         | 梅拉希姆  |                  |
| 4★   | Runefencer |          |          | 復仇的靈刃使     | 里克      |                  |
| 4★   | Magician   |          |          | 咒術師           | 艾莉      |                  |
| 4★   | Magician   |          |          | 星臨魔法使       | 米伊娜    |                  |
| 4★   | Merchant   |          |          | 魔性的商人       | 莎克蒂    |                  |
| 4★   | Minstrel   |          |          | 無言的吟遊詩人   | 羅薩娜    |                  |
| 5★   | Dancer     |          |          | 砂之精靈使       | 梅芙娜秀  |                  |
| 5★   | Minstrel   |          |          | 傳說的歌姬       | 穆吉卡    |                  |
| 5★   | Magician   |          |          | 薄冰的魔法使     | 普利西雅  |                  |
| 5★   | Magician   |          |          | 機關魔術師       | 庫莉歐拉  |                  |
| 5★   | Magician   |          |          | 候補生           | 伊莎貝爾  |                  |
| 5★   | Runefencer |          |          | 候補生           | 卡蓮      |                  |
| 5★   | Clown      |          |          | 候補生           | 切爾莉    | 萬兔醬(台詞發音) |
| 5★   | Magician   |          |          | 冰之魔導人偶     | 伊絲雷姆  |                  |
| 5★   | Magician   |          |          | 魔法學園學生會長 | 菲莉安娜  |                  |
| 5★   | Runefencer |          |          | 魔法兵團隊長     | 尤妮      |                  |
| 5★   | Runefencer |          |          | 魔法兵團師團長   | 卡蒂亞    |                  |
| 5★   | Magician   |          |          | 魔法兵團師團長   | 維爾納    |                  |
| 5★   | Magician   |          |          | 萬象的魔導師     | 雅璐朵菈  |                  |
| 5★   | Magician   |          |          | 海盜千金         | 絲媞      |                  |
| 5★   | Demon      |          |          | 魔王             | -         |                  |
| 5★   | Demon      |          |          | 閃電的魔神       | 艾露·古倫 |                  |

| 星級 | 職業       | 日文頭銜 | 日文名字 | 中文頭銜     | 中文名字 |
| ---- | ---------- | -------- | -------- | ------------ | -------- |
| 1★   | Healer     |          |          | 年輕治癒者   | 卡多莉   |
| 1★   | Healer     |          |          | 熱心治癒者   | 瑪莉娜   |
| 2★   | Healer     |          |          | 樹人         | 羅莎     |
| 2★   | Priest     |          |          | 冒失修女     | 凱特     |
| 2★   | Healer     |          |          | 白之治癒者   | 拉蒂     |
| 3★   | Priest     |          |          | 放浪牧師     | 羅伊     |
| 3★   | Priest     |          |          | 隱密神官     | 約翰     |
| 3★   | Merchant   |          |          | 秘藥師       | 梅維娜   |
| 4★   | Priest     |          |          | 失明的神官   | 諾艾爾   |
| 4★   | Healer     |          |          | 雪山的樹人   | 巴布拉   |
| 4★   | Healer     |          |          | 櫻之樹人     | 瑟蕾加   |
| 4★   | Minstrel   |          |          | 神秘的歌姬   | 萊拉     |
| 4★   | Medic      |          |          | 醫術師       | 奧莉安娜 |
| 4★   | Priest     |          |          | 花之祭司     | 艾莉耶塔 |
| 4★   | Priest     |          |          | 聖都的良心   | 阿黛爾   |
| 4★   | Healer     |          |          | 不良治癒術師 | 凡妮莎   |
| 4★   | Servant    |          |          | 女僕長       | -        |
| 4★   | Priest     |          |          | 溫柔巫女     | 堇       |
| 4★   | Healer     |          |          | 神諭的僧侶   | 塔諾薇   |
| 5★   | Chronicler |          |          | 年代記的少女 | 菲娜     |
| 5★   | Priest     |          |          | 鬼巫女       | 葵       |
| 5★   | Healer     |          |          | 悟道的樹人   | 芙羅露   |
| 5★   | Priest     |          |          | 巡迴者的祭司 | 托加     |
| 5★   | Priest     |          |          | 救世的聖女   | 莉莉絲   |

### 劇情角色
主人公
- 職別：戰士·Warrior
- ILLUST：toi8 / 聲：石田彰

遊戲的男主角。玩家可自訂其名稱。動畫版中，則名為「尤里」
年代記的少女菲娜（年代記の少女フィーナ）
- 職別：僧侶·Chronicler
- ILLUST：toi8 / 聲：佐倉綾音

遊戲的女主角。遊戲開始之時主人公救下的神秘少女。喪失記憶後為尋找自己的過去加入了「義勇軍」隨主人公冒險。
比利卡
- ILLUST：toi8 / 聲：內田真禮

照顧主人公起居的小妖精，猶如管家般的存在。雖然以中性的姿態示人，但據說是男性。不直接參與戰鬥，但戰鬥進行時當為boss wave時會為玩家送來「法珠」。

## 術語
黑之軍勢
自深淵大舉入侵「尤格特」的軍事勢力。
尤格特
故事發生的舞臺，盟主為「聖王國」的「聖王」。「尤格特」由以下區域組成：「聖王國」、「賢者之塔」、「砂漠的湖都」、「精靈島」、「炎之九領」、「王都」。
聖王國
主人公所在的人類國家，位於「尤格特」中央。「王都」原為「聖王國」的首都，早前在「黑之軍勢」攻勢下淪陷後處於「黑之軍勢」的實際控制下。
聯合軍
「尤格特」盟主「聖王」生前集各國之力以對抗「黑之軍勢」為目的組建的軍隊，在「聖王」戰死後隨即崩潰。
義勇軍
主人公所在的軍事組織，旨在對抗在大陸肆虐的「黑之軍勢」。
阿卡那
遊戲中所使用的卡牌。玩家所使用的戰鬥角色皆以「阿卡那」卡牌的形式呈現，另有非戰鬥角色卡牌如各類「成長的阿卡那」和「鍛冶的阿卡那」等用於角色成長或裝備加成等的卡牌。玩家可以持有同一個戰鬥角色的多張「阿卡那」。這些卡牌可通過「扭蛋」、開啟寶箱、使用「幸運指環」兌換等途徑獲得。
序級
玩家的等級，影響玩家的AP值上限、COST值上限和朋友數量上限。
等級
戰鬥角色的等級，有上限，影響戰鬥角色的戰鬥能力。
星級
「阿卡那」稀有程度的量化描述，星級越高越稀有，會顯示在牌面的中下部。目前已知最高星級為5★，最低星級為1★。遊戲中也會以稀有程度稱呼某個星級的「阿卡那」，如「R（Rare）」表示3★，「SR（Super Rare）」表示4★，「SSR（SS Rare）」表示5★。
AP
行動點數（Action Point），玩家每進行一次「探索」都需要消費相應的AP值。每個玩家的AP值上限隨序級而提升，每8分鐘回復1點AP值，也可用「元氣果實」補滿。
魂
「魔神襲來」活動中的特殊行動點數。玩家每進行一次「魔神戰鬥」都需要消費相應的「魂」，使用1「魂」可進行90秒，使用3「魂」可以進行200秒。每個玩家的魂值上限為3，每30分鐘回復1點魂值，也可用「氣息果實」補滿。
COST
消費值，每個戰鬥角色都有其COST值，每支隊伍所有戰鬥角色的COST值總和不得超過玩家COST值上限。
隊伍
玩家組織的戰鬥角色以隊伍為單位出戰迎敵。每支隊伍的主隊人數上限為4人，副隊（後援）則為2人。當有主隊成員負傷（即HP值為0），副隊成員將作為替補戰力上場。
探索
劇情進行的主要場所，分佈在各城鎮村落。每個「探索」都有若干次戰鬥，而每進行一次都需要消費相應的AP值。
法力
用於發動戰鬥角色之「必殺技」（主動技），共有五種，每個職階對應一種。戰鬥中每回合開始之時通過轉盤隨機獲得，「比利卡」偶爾也會為玩家帶來「法力」。因為外觀是圓形，在華語圈玩家中被簡稱作「珠」和「球」。
金幣
遊戲中的主要貨幣，主要用於支付「合成」「阿卡那」的費用。
阿卡那幣
遊戲中的特殊貨幣，主要用於抽取「一般扭蛋」（200枚一次）。在華語圈玩家中被稱為「A幣」、「絆點（友情點）」等。
魔神幣
「魔神襲來」活動中的獎勵，可用於抽取只在「魔神襲來」活動期間開放的「魔神扭蛋（魔神ガチャ）」。
精靈石
收費道具，另可通過開啟寶箱獲得。可用於抽取「扭蛋」（五顆一次）。也可用於在商店內擴充「阿卡那所持框（アルカナ所持枠）」（即卡槽）。在玩家沒有「元氣果實」或「復活果實」的時候，可以以一顆「精靈石」代替一顆「果實」發揮作用。
元氣果实
用於補滿玩家AP值。可於「指環交換所」內以10個「幸運指環」交換一個。
復活果实
用於玩家敗北之時將全體戰鬥角色的狀態重置（即回復到本場戰鬥的出戰狀態），但敵人的HP和數量保持在玩家敗北之時的狀態（負傷者不會再上場）並退回到畫面左側以外。可於「指環交換所」內以10個「幸運指環」交換一個。
氣息果实
用於補滿玩家魂值。可於「魔神襲來」活動期間以「精靈石」購買。平時也可於「指環交換所」內以10個「幸運指環」交換一個。
幸運指環
用於在「指環交換所（リング交換所）」交換特定戰鬥角色和道具，可通過賣出3★或以上星級的「阿卡那」或開啟寶箱獲得。
合成
將若干張「阿卡那」作為素材併入到一張作為主牌的戰鬥角色「阿卡那」，主牌會依據素材的數量、類型、等級等因素獲得相應的經驗值，這一過程會消費「金幣」。
限界突破
將一個戰鬥角色的一至四張「阿卡那」合成到同個戰鬥角色的另一張「阿卡那」以達到主牌的等級上限提升、部份屬性增強之效果。同一張「阿卡那」最多可以接受四次界限突破（一張素材視為一次）。在華語圈玩家中被簡稱為「突」或「破」。
覺醒
戰鬥角色滿足一定條件（如到達某個等級）可以進行以該角色為主要角色的「覺醒探索」。某些角色在其「覺醒探索」通過後可以解開該角色的「能力」（被動技）。「覺醒」可能不止一次。在華語圈玩家中被簡稱為「覺」。
繼承
由於遊戲帳號與客戶端所在的終端相綁定，若要將帳號從一個終端轉移到另一個終端，則必須進行名為「繼承」的帳號轉移操作。在因數據丟失而導致帳號與終端脫鉤的情況下，也需要進行「繼承」才能登陸原帳號。「繼承」需要在始發終端的客戶端內設置「繼承密碼」後方可進行，該「繼承密碼」14天內有效。每設置一次「繼承密碼」只能進行一次「繼承」操作。設置完成後在目標終端的客戶端內輸入「繼承ID」和「繼承密碼」即可完成「繼承」。未設置「繼承密碼」或「繼承密碼」失效（即密碼逾期或已被使用過一次）的帳號將無法進行「繼承」，除非設置了新的「繼承密碼」，新設置的密碼可以與舊密碼使用完全相同的字符。「繼承」在華語圈玩家中也被稱作「引繼」。

## 歌曲

### 主題歌
- [註 4][7]

歌：Trefle / 作詞、作曲、編曲：坂上庸介

### 角色歌
- チェインクロニクル キャラクターソング Three Hearts
  - Three Hearts / 歌：內田彩、綠川光、今井麻美
  - 愛、花のように / 歌：內田彩
  - Back in Black / 歌：綠川光
  - 幻月 / 歌：今井麻美
- Songs of Chain Chronicle

## OVA

### 製作人員
- 原作、企劃：世嘉網絡
- 監督：
- 總監修：松永純
- 劇本：QUALIA（下村健、川口高男、原山燐太郎、世俵）
- 角色設計、總作畫監督：加藤裕美
- 美術監督：菊地正典、小倉宏昌
- 色彩設計：村田恵里子
- 攝影監督：福士享
- 編輯：重村建吾
- 音樂製作人：矢部敦志
- 音樂：清田愛未、森英治
- 音響監督：鶴岡陽太
- 音響制作：樂音舎
- 執行製片人：秋山隆利
- 製片人：上町裕介、川村弘幸
- 導演：金牧智廣、藤田直子
- 動畫製作人：堀裕治、山田友哉、小島勉
- 製作：創通、十文字

### 登場角色
- 主人公、黑騎士、春秋：石田彰
- 菲娜、冬夏：佐倉綾音
- 比利卡、寧法：內田真禮
- 尤妮、鈴色：小岩井小鳥
- 維爾納、納古魯：柳田淳一
- 奧璐佳、可奈莉：井口裕香
- 菲娜之姊、珮榭：花澤香菜
- 韋恩：花江夏樹
- 格雷格、多多加魯：稲田徹
- 瑪莉娜、雅露朵菈：寺崎裕香
- 莎夏：淵上舞
- 安潔莉卡：內山夕實
- 凱恩：小松未可子
- 米希迪雅、尤格特：佐藤利奈
- 莉芙蕾特：三上枝織
- 卡蒂亞：藤村歩
- 奇奇：小林優
- 尤莉安娜：藤井幸代
- 芭里安娜：内田彩
- 艾蕾努斯、小孩：桑谷夏子

### 主題曲
片頭曲「REASON」
作詞：多田宏，作曲、編曲：The Sketchbook、MB2nd，主唱：The Sketchbook
片尾曲「Arrive」
作詞：多田宏，作曲、編曲：The Sketchbook、MB2nd，主唱：The Sketchbook

### 各話列表
| 話數  | 原文標題 | 中文標題           | 劇本       | 分鏡   | 演出     | 作畫監督 | 制作進行 |
| ----- | -------- | ------------------ | ---------- | ------ | -------- | -------- | -------- |
| 第1話 |          | 序幕·鎖鏈戰記      | 川口高男   |        | 青柳宏宜 | 丹澤學   | 角田玲奈 |
| 第2話 |          | 向著充滿幸福的世界 | 原山燐太郎 | 蒼依   | 青柳宏宜 |          | 角田玲奈 |
| 第3話 |          | 聖王女的復仇       | 川口高男   | 丹澤學 | 青柳宏宜 |          | 角田玲奈 |
| 第4話 |          | 魔法兵團           | 川口高男   | 蒼依   | 青柳宏宜 |          | 角田玲奈 |
| 第5話 |          | 迷宮山脈的火妖精   | 川口高男   | 丹澤學 | 青柳宏宜 |          | 角田玲奈 |
| 第6話 |          | 貓耳的秘密         | 世俵       | 蒼依   | 青柳宏宜 |          | 角田玲奈 |
| 第7話 |          | 切開天空的刀刃     | 原山燐太郎 | 丹澤學 | 青柳宏宜 |          | 角田玲奈 |
| 第8話 |          | 羈絆 再一次        | 原山燐太郎 | 蒼依   | 青柳宏宜 |          | 角田玲奈 |

## 電視動畫
2015年12月6日，世嘉於世嘉網路感謝祭2015上公佈鎖鏈戰記電視動畫定名為《鎖鏈戰記 ～赫克瑟塔斯之光～》 電影版第1章將於2016年12月3日開始上映，第2章於2017年1月14日，第3章則從2017年2月11日起上映，每一部皆限定上映2週。

### 製作團隊
- 原作 - SEGA
- 總監修 - 松永純
- 監督、人物設計 - 工藤昌史
- 副監督 - 花井宏和
- 創意總監 - 宮川淳子
- 系列構成 - 待田堂子
- 設計工作 - 森木靖泰、岩永悦宜、鈴木政彦
- 美術監督 - 陳場大輔
- 色彩設計 - 大塚眞純
- 攝影監督 - 荻原猛夫
- CG監督 - 篠原章郎
- 編輯- 齋藤朱里
- 音響監督 - はたしょう二
- 音樂 - 甲田雅人
- 音樂製作 - Flying DOG
- 音樂製作人 - 西辺誠
- 主要製作人 - 秋山隆利、阪口英昭、武藤譽、大河原健、福田正夫、小岐須泰世
- 製作人 - 浦出鉱太郎、川北健、舟橋貴之、菊川裕之、西辺誠、西川和良
- 動畫製作人 - 諸澤昌男
- 動畫製作 - Telecom Animation Film×Graphinica
- 製作 - Chain Chronicle（SEGA、颯美、創通、萬代影視、Flying DOG、博報堂DY Music & Pictures）
- 配給 - Showgate
- 宣傳 - Pazzy entertainment／slowcurve
- 廣告 - Brownie

### 主題曲
上映版
片頭曲「Chain the world」
填詞：Hige Driver，作曲、編曲：Powerless，主唱：東山奈央
片尾曲「PARAISO」
填詞、主唱：nano，作曲：ゆよゆっぺ，編曲：ゆよゆっぺ、WEST GROUND
電視版
片頭曲「MY LIBERATION」
填詞、主唱：奈米，作曲、編曲：WEST GROUND
片尾曲「True Destiny」
填詞、作曲、編曲：Heart's Cry，主唱：東山奈央
插入歌「風空花人」（第7話）
填詞：SugarLover，作曲・編曲：甲田雅人，主唱：東山奈央

### 配音名單
- 尤里（ユーリ）、黑騎士 - 石田彰[9]（日）/ 何志威（臺）
- 阿蘭姆（アラム）- 山下大輝[9]（日）/ 鍾少庭（臺）
- 毛茸茸（ケマミレ）- 三上枝織（日）
- 菲娜（フィーナ）- 佐倉綾音[9]（日）/ 林美秀（臺）
- 比利卡（ピリカ）- 内田真礼[9]（日）/ 陳筱寧（臺）
- 凱恩（カイン）- 豐永利行[9]（日）/ 于正昌（臺）
- 瑪莉娜（マリナ）- 內田彩[9]（日）/ 陳筱寧（臺）
- 米希迪雅（ミシディア） - 今井麻美[9]（日）/ 林美秀（臺）
- 尤莉安娜（ユリアナ）- 小岩井小鳥[9]（日）/ 詹雅菁（臺）
- 露依潔（ルイーゼ）- 藤井幸代（日）
- 愛因斯羅特（アインスロット）- 長谷川芳明（日）/ 蔣鐵城（臺）
- 韋恩（ウェイン）- 梶川翔平（日）
- 阿雷斯（アレス）- 浜添伸也（日）
- 布魯克哈路德（ブルクハルト） - 川原慶久[9]（日）/ 于正昌（臺）
- 莉莉絲（リリス）- 伊藤美來[9]（日）/ 林美秀（臺）
- 泰蕾莎（テレサ）- 湯淺楓（日）
- 席爾瓦（シルヴァ）- 加瀬康之（日）
- 雅露朵拉（アルドラ）- 寺崎裕香（日）
- 沃魯克（ヴォルグ）- 岩崎征実（日）
- 修瑟（シュザ）- 綠川光[9]（日）/ 于正昌（臺）
- 吉繼（ヨシツグ）- 手塚弘道（日）
- 梅魯提歐魯（メルティオール）- 森久保祥太郎（日）
- 蒂爾瑪（ディルマ）- 皆口裕子（日）
- 法帝瑪（ファティマ）- 佐藤美由希[9]（日）/ 林美秀（臺）
- 維爾納（ヴェルナー）- 柳田淳一[9]（日）/ 林谷珍（臺）
- 克勞斯（クラウス）- 熊谷健太郎（日）
- 卡蒂亞（カティア） - 優希知冴（日语：優希知冴）（日）/  詹雅菁（臺）
- 尤妮（ユニ） - 田澤茉純（日）
- 巴魯多魯（バルドル）- 浜添伸也（日）
- 歐爾加（オルカ/コネリ） - 田澤茉純（日）/ 詹雅菁（臺）
- 琪琪（キキ）- 村川梨衣[9]（日）/ 陳筱寧（臺）
- 洛洛（ロロ）- 大坪由佳[9]（日）/ 林美秀（臺）
- 亞瑟莉娜（アシュリナ）- 三上枝織（日）
- 法菈（ファラ）- 田澤茉純（日）
- 穆西卡（ムジカ）- 東山奈央（日）
- 卡里法（カリファ）- 斧篤志（日）
- 拉法格（ラファーガ） - 日野聰[9]（日）
- 琵恩塔（ビエンタ）- 内田真禮（日）
- 艾蕾努斯（エイレヌス） - 沼倉愛美[9]/ 詹雅菁（臺）
- 黑色之王（黒の王）- 大塚明夫[9]（日）/ 林谷珍（臺）
- 冬夏（トウカ）- 佐倉綾音（日）
- 達斯提（ダスティ）- 永塚拓馬（日）
- 塞凡提斯（セルバンテス）- 長（日）

### 各話列表
| 話數   | 日文標題 | 中文標題           | 劇本       | 分鏡                         | 演出                | 作畫監督 | 總作畫監督                               | 片尾插畫   |
| ------ | -------- | ------------------ | ---------- | ---------------------------- | ------------------- | --- | ---------------------------------------- | ---------- |
| 第1話  |          | 光與闇             | 待田堂子   | 工藤昌史                     | 工藤昌史            | 高田洋一、西真由子 野口寬明、小林明美                                                                       | 烏宏明                                   | toi8       |
| 第2話  |          | 所謂的同在         | 待田堂子   | 細田直人                     | 高村雄太            | 小美野雅彦、菱沼祐樹 寺尾憲治、鞠野黄英                                                                     | 烏宏明 工藤昌史                          | 萩谷薫     |
| 第3話  |          | 忠義的印記         | 待田堂子   | 友田政晴 花井宏和            | 高田昌豊            | 張紹偉 | 烏宏明 工藤昌史                          | ネム       |
| 第4話  |          | 擴散的黑暗         | 大久保昌弘 | 矢野雄一郎                   | 小柴純弥            | 野口寛明、高田洋一 小林明美                                                                                 | 烏宏明 工藤昌史                          | HACCAN     |
| 第5話  |          | 雪山的呼聲         | 吉野弘幸   | 富沢信雄                     | 石倉礼              | 桜井正明、片山敬介 森藤希子、謝苑倩 臼田美男、沼田広 松木泰憲                                               | 烏宏明 工藤昌史 宇佐美皓一               | 村山竜大   |
| 第6話  |          | 苦惱的盡頭         | 待田堂子   | 小寺勝之                     | 山田卓              | 高田洋一、石川晋吾 野口寛明、李周鉉 酒向大輔、黄英植                                                        | 烏宏明 工藤昌史 滝口禎一 宇佐美皓一      | ひと和     |
| 第7話  |          | 各奔東西           | 吉野弘幸   | 富沢信雄                     | 道解慎太郎 原博     | 舘崎大、堀越久美子 寺尾憲治、菱沼祐樹 服部憲知                                                              | 烏宏明 工藤昌史 宇佐美皓一               | ワダアルコ |
| 第8話  |          | 不放棄的思念       | 待田堂子   | 川口敬一郎 花井宏和 工藤昌史 | 高田昌豊 山田卓     | 張紹偉、西真由子 高須美野子、北尾勝 谷野美穂、小林明美                                                      | 滝口禎一 烏宏明 工藤昌史                 | 文太       |
| 第9話  |          | 綻放於沙漠之花     | 吉野弘幸   | 矢野雄一郎 花井宏和          | 富沢信雄            | 野口寛明、石川ゆみこ 稲手遥香、石川晋吾 李周鉉                                                              | 烏宏明 工藤昌史 滝口禎一 宇佐美皓一      | 竜徹       |
| 第10話 |          | 斬裂黑暗的利刃     | 大久保昌弘 | 小寺勝之                     | 小山田桂子          | 白井裕美子、高田洋一 田口麻美、藤田まり子 古賀誠                                                            | 滝口禎一 烏宏明 横堀久雄 北尾勝 工藤昌史 | 天野英     |
| 第11話 |          | 伴劍而生、因劍而死 | 吉野弘幸   | 川口敬一郎                   | 所俊克              | YU HYUN JIN 石堂伸晴                                                                                        | 烏宏明 工藤昌史 宇佐美皓一               | 黒葉.K     |
| 第12話 |          | 赫克瑟塔斯之光     | 待田堂子   | 工藤昌史 花井宏和 小坂春女   | 矢野雄一郎 土屋康郎 | 古賀誠、西真由子 田口麻美、稲手遥香 白井裕美子、谷野美穂 野口寛明、佐久間千秋 高須美野子、酒向大輔 高田洋一 | 烏宏明 工藤昌史                          | 工藤昌史   |

### 播放單位
| 播放日期                | 播放時間（UTC+9）  | 播放電視台     | 播放地區   | 備註                |
| ----------------------- | ------------------ | -------------- | ---------- | ------------------- |
| 2017年1月7日 - 3月25日  | 週六 26:19 - 26:49 | 朝日放送       | 近畿廣域圈 | 『AniSata』         |
| 2017年1月8日 - 3月26日  | 週日 22:30 - 23:00 | 東京都會電視台 | 東京都     |                     |
|                         | 週日 24:00 - 24:30 | AT-X           | 日本全域   | CS放送 / 有重播     |
|                         | 週日 26:35 - 27:05 | 愛知電視台     | 愛知縣     |                     |
| 2017年1月10日 - 3月28日 | 週二24:00 - 24:30  | BS11           | 日本全域   | BS放送 / 『ANIME+』 |
|                         | 週二 26:35 - 27:05 | TVQ九州放送    | 福岡縣     |                     |

| 刊登期間                                | 刊登時間（UTC+9）                                                      | 刊登網站                   | 備考                                | 2016年12月16日 - 2017年2月25日 |
| --------------------------------------- | ---------------------------------------------------------------------- | -------------------------- | ----------------------------------- | ------------------------------ |
| 每月1回週四24:00 更新                   | 亞馬遜影片 TSUTAYA TV PlayStation™Video 光明電視台 Bonobo 樂天SHOWTIME | 數位版（全3章各章4集配信） | 2017年1月10日 -                     | 週二24:00 - 24:30              |
| AbemaTV新作動畫ch                       | 有重播時段                                                             | 2017年1月23日 -            | 週一24:00 - 24:30 週一24:30 - 25:00 | Niconioc生放送                 |
| 第1集、第3集以降 第2集（第1集繼續刊登） |                                                                        |                            |                                     |                                |

| 播放地區 | 播放電視台 | 播放日期               | 播放時間                                                    | 所屬聯播網 | 備註          |
| -------- | ---------- | ---------------------- | ----------------------------------------------------------- | ---------- | ------------- |
| 臺灣     | Animax     | 2017年5月10日－5月21日 | 國語：每天 19時30分－20時00分 日語：每天 23時30分－24時00分 | 有線電視   | UTC+8 有重播  |
| 香港     | Animax     | 2017年5月30日－6月19日 | 週一至二 22時00分－23時00分                                 |            | UTC+8、有重播 |

## 外部連結
- Chain Chronicle Offical （页面存档备份，存于）
- TV Anime: Chain Chronicle ~Light of Haecceitas~ （页面存档备份，存于）
- 鎖鏈戰記日本官方Twitter （页面存档备份，存于）
- Google Play: Chain Chronicle （页面存档备份，存于）
- iTunes: Chain Chronicle （页面存档备份，存于）
- Wikia: Chain Chronicle （页面存档备份，存于）
- Facebook Page: Chain Chronicle  （页面存档备份，存于）
- 鎖鏈戰記官網（盛大·中國大陸）
- 新浪微博：鎖鏈戰記CC（盛大·中國大陸） （页面存档备份，存于）